# Strybiż
Strybiż (ukr. Стрибіж) – wieś na Ukrainie, w obwodzie żytomierskim, w rejonie pulińskim, nad rzeką Switłycią. W 2001 roku liczyła 724 mieszkańców.
Miejscowość powstała w pierwszej połowie XVII wieku. W czasach radzieckich we wsi znajdowała się siedziba kołchozu „Peremoha”. 
W miejscowości znajduje się drewniana cerkiew św. Paraskiewy z 1858 roku. 